# Gerald G. Jampolsky
Gerald Gersham Jampolsky (* 11. Februar 1925 in Long Beach, Kalifornien; † 29. Dezember 2020) war ein US-amerikanischer Arzt und esoterischer Autor, der sich vor allem mit der seelischen Heilung befasst und dessen Hauptbotschaft ist: „Liebe heilt am besten“. Er war ein international anerkannter Experte in den Themengebieten der Psychiatrie, Gesundheit, Wirtschaft und Bildung.

## Karriere
Jampolsky studierte und promovierte an der medizinischen Fakultät in Stanford und arbeitete danach als Psychiater am medizinischen Zentrum der University of California in San Francisco.
1974 begegnete er Swami ‚Baba‘ Muktananda, der ihn – wie Jampolsky sagt – bis dahin unbekannte Bewusstseinszustände erleben habe lassen und ihn wieder näher zu Gott gebracht habe. Jampolsky beschreibt diese Begegnung als Wendepunkt in seinem Leben, das bis dahin vom beruflichen Erfolg aber auch von der Scheidung seiner langjährigen Ehe und schweren Alkoholproblemen gekennzeichnet war.
1975 gründete er das Center for Attitudinal Healing (etwa „Zentrum für Heilung über die geistige Einstellung“) in Tiburon (Kalifornien), wo Kinder und Jugendliche mit Behinderungen oder schwer heilbaren Krankheiten geholfen wird, seelischen Frieden und, wenn möglich, Heilung zu finden. Der Einrichtung lag die Idee zugrunde, dass Menschen aus allen Kulturkreisen, die sich mit Krankheiten, Katastrophen oder Herausforderungen im Lebenslauf Unterstützung finden und Hilfe angeboten bekommen. Nach diesem Vorbild wurden mehr als 130 Zentren oder tätige Gruppen auf der ganzen Welt gegründet. Im Jahr 1978 initiierte Jampolsky das international angelegte Projekt „Children as Teachers for peace“, das Kindern die Möglichkeit geben sollte, ihre eigenen Ideen zur Gestaltung der Zukunft der Menschheit auszudrücken.

## Engagement, publizistische Tätigkeit und wissenschaftliche Arbeit
Janpolsky verfasste weitere Bücher, widmete sich seinen Patienten im Zentrum, bereiste die Zentren für subjektive Heilung und hielt Vorträge oder gab Seminare. Seine Lehre bezog sich meist auf Dinge, die für alle Menschen fühlbar oder nachvollziehbar sind. Seine Anliegen waren die Überwindung von Furcht, Misstrauen und sonstigen selbsteinschränkenden Einstellungen, die er dem menschlichen Ego zuschrieb. Er befürwortete als Gegenstrategie eine selbstbestimmte Hinwendung zu einem spirituellen Wachstum in liebender Beziehung zu Gott und seinen Mitgeschöpfen. Die Kölner Soulsängerin Ayọ widmete ihm aus Begeisterung für sein im Jahr 1983 erschienenes  Buch Teach only love – deutscher Titel :Was heilt, ist die Liebe: Schritte zum inneren Frieden – ein Lied mit dem Titel „Teach love“.

## Privatleben
Jampolsky war mit der Psychologin Diane V. Cirincione-Jamplonsky verheiratet. Das Paar veröffentlichte gemeinsam mehrere Bücher,

## Werke
- Love is letting go of fear. Celestial Arts, Berkeley 1979.
  - Lieben heißt die Angst verlieren. Hübner, Hamburg 1981.
- Teach only love. The twelve principles of attitudinal healing. Bantam, Toronto 1983.
  - Wenn deine Botschaft Liebe ist … Wie wir einander helfen können, Heilung und inneren Frieden zu finden. Kösel, München 1985.
- Goodby to guilt. Releasing fear through forgiveness. 1985.
  - Die Kunst zu vergeben. Kösel, München 1987.
- Forgiveness, the greatest healer of all. Beyond Words Pub., Hillsboro 1999.
  - Verzeihen ist die größte Heilung. Integral, München 2000.
- mit Diane Cirincione: Simple thoughts that can change your life. Celestial Arts, Berkeley 2001.
  - Die einfachen Wahrheiten des Lebens. Integral, München 2001.